# Joanna Russ
Joanna Russ, född 22 februari 1937 i New York i New York, död 29 april 2011 i Tucson i Arizona, var en amerikansk science fiction-författare och allmänlitterär författare. Russ var också känd som feministisk litteraturvetare.
Hon har, mer eller mindre samtidigt med Ursula K. Le Guin, gjort stora insatser för att föra in ett feministiskt perspektiv i science fiction-litteraturen, och kan sägas, tillsammans med Le Guin och Alice Sheldon (under sin pseudonym James Tiptree Jr) ha skapat den starka feministiska strömning som präglat science fiction alltsedan början av 1970-talet. Hennes debutroman Picnic on Paradise var den första science fiction-roman där en kvinna med självklarhet innehade hjälterollen i vad som väsentligen är en actionberättelse. Till hennes främsta verk räknas Honmänniskan.
1972 belönades hon med Nebulapriset för novellen "When It Changed".

## Biografi
Joanna Russ växte upp i stadsdelen Bronx i New York. Hon studerade litteratur och dramatik vid Cornell University och Yale University, undervisade därefter vid Cornell, State University of New York OCH Coloradouniverstitet och blev professor i litteratur vid University of Washington i Seattle. Sin första novell publicerade hon 1959; därefter har hon skrivit flera ytterligare noveller, de flesta samlade i The Zanzibar Cat och The Hidden Side of the Moon. Romanen Honmänniskan, en modern klassiker som förblivit i tryck på engelska sedan utgivningen, skrevs ursprungligen 1969-1972, men refuserades av ett stort antal förlag och utgavs först 1975 som originalpocketbok. Hon lämnade sitt akademiska liv 1990 på grund av ohälsa och bosatte sig Tucson, Arizona. Hennes sista bok blev What Are We Fighting For?, 1997, en personligt hållen, analytisk och diskuterande historik över den moderna amerikanska kvinnorörelsen från slutet av 1960-talet och framåt.

### Romaner
- Picnic on Paradise (1968) ISBN 0-425-04040-2 (Utflykt på Paradis) (1981) ISBN 91-7228-254-1
- And Chaos Died (1970) ISBN 0-425-04135-2
- The Female Man (1975) ISBN 0-8070-6299-5 (Honmänniskan) (1996) ISBN 91-88818-11-X
- The Adventures of Alyx (1976) ISBN 0-671-65601-5
- We Who Are About To... (1977) ISBN 0-8195-6759-0 (I den här (eng) nyutgåvan förord av Samuel R Delany) (En gång skall vi alla... (1979) ISBN 91-85668-07-9
- Kittatiny: A Tale of Magic (1978) ISBN 0-913780-24-3
- The Two of Them(1978) ISBN 0-8195-6760-4
- On Strike Against God (1980) ISBN 0-89594-186-4

### Novellsamlingar
- The Zanzibar Cat (1983) ISBN 0-671-55906-0
- Extra(Ordinary) People (1984) ISBN 0-7043-3950-1
- The Hidden Side of the Moon (1988) ISBN 0-312-02219-0

### Noveller
- My Dear Emily (1962)
- I Had Vacantly Crumpled It into My Pocket...But By God, Eliot, It Was a Photograph from Life!(1964)
- Mr Wilde's Second Chance (1966)
- The Adventuress (1967)
- I Gave Her Sack and Sherry (1967)
- The Second Inquisition (1970) (Den andra inkvisitionen) Nova Science Fiction nr 2 2004
- Window Dressing (1970)
- Gleepsite (1971)
- Poor Man, Beggar Man (1971)
- Nobody's Home (1972) (Ingen är hemma) Nova science fiction, 2/1987
- Useful Phrases for the Tourist (1972) (Användbara fraser för turister) Nova science fiction, 3/oktober 1984
- When It Changed (1972) (När det hände) Nova science fiction, 3/oktober 1984
- Innocence (1974)(Enfald) Jules Verne-Magasinet (Veckans äventyr), 392/april 1982
- An Old Fashioned Girl (1974)
- Passages (1974)
- Daddy's Girl (1975)
- The Experimenter (1975)
- A Few Things I Know About Whileaway (1975)
- Towards an Aesthetic of Science Fiction (1975)
- My Boat (1976)
- The Extraordinary Voyages of Amelie Bertrand (1979) (Amelie Bertrands ovanliga resor) JVM (Veckans äventyr), 384/december 1980
- The Little Dirty Girl (1982)
- The Mystery of the Young Gentleman (1982) (Mysteriet med den unge gentlemannen) (Nova Science Fiction nr 6 2005)
- Souls (1989) (Själens Ensamhet) (1982) ISBN 91-7228-313-0 (långnovell)
- Invasion (1996)

### Facklitteratur
- The Image of Women in Science Fiction (1973)
- How to Suppress Women's Writing (1983) ISBN 0-7043-3932-3
- Magic Mommas, Trembling Sisters, Puritans And Perverts (1985)
- To Write like a Woman: Essays in Feminism and Science Fiction (1986) ISBN 0-253-20983-8
- Woman Space: Future and Fantasy (1987) (Tillsammans med Josephine Saxton)
- What Are We Fighting For?: Sex, Race, Class, and the Future of Feminism (1997) ISBN 0-312-15198-5
- The Country You Have Never Seen: Essays and Reviews (2005) ISBN 0-85323-869-3. 15 mars 2007